# Никогда не отчаивайся
«Никогда не отчаивайся» (англ. Never Say Die) — кинофильм режиссёра Эллиотта Наджента, вышедший на экраны в 1939 году. Экранизация одноимённой пьесы (1912) Уильяма Поста и Уильяма Кольера старшего, по которой в 1924 году уже был поставлен немой фильм.

## Сюжет
Мультимиллионер-ипохондрик Джон Кидли отдыхает в Швейцарских Альпах. Один из медицинских анализов показывает, что у него чрезвычайно повышена кислотность. Не зная, что ему по ошибке был прислан анализ чьей-то собаки, мистер Кидли готовится к скорой смерти: светило медицины доктор Шмидт предрекает, что уже через месяц пациент полностью растворится в собственной кислоте. Этой ситуацией пытается воспользоваться настойчивая миссис Марко, буквально заставляющая Кидли взять её в жёны. На тот же день в мэрии назначена и другая церемония бракосочетания — между обнищавшим князем Смирновым и наследницей нефтяного бизнеса Микки Хокинс. Узнав об их общей беде, Кидли предлагает Микки объединиться и жениться друг на друге, оставив планируемых «половинок» с носом...

## В ролях
- Марта Рей — Микки Хокинс
- Боб Хоуп — Джон Кидли
- Энди Дивайн — Генри Манч
- Алан Маубрэй — князь Смирнов
- Гейл Сондергард — Джуно Марко
- Зиг Руман — Папа Инглеборг
- Эрнест Коссарт — Джиперс
- Пол Харви — Джаспер Хокинс, отец Микки
- Фрэнсис Армс — Мама Инглеборг
- Айвен Симпсон — Кретцки
- Монти Вулли — доктор Шмидт
- Фой ван Долсен — телохранитель Кретцки
- Кристиан Руб — мэр